# 红背细尾鹩莺
红背细尾鹩莺（学名：Malurus melanocephalus）为細尾鷯鶯科鸟类。其为澳大利亚的特有种，分布于金伯利至新南威尔士东部的沿海地区。其与其他细尾鹩莺一样，也存在着明显的两性异形。雄性具显著的婚羽，头、背和尾为黑色，背部具红色羽，翅膀棕色。雌性背褐色、腹苍白色。雄性的非婚羽及幼羽与雌性羽毛类似。少数雄性存在白色的非婚羽。已确定了2个红背细尾鹩莺的亚种，分别为分布于澳大利亚东部地区的长尾橙背亚种（M. m. melanocephalus），及分布于澳大利亚北部的红背亚种（M. m. cruentatus）。
红背细尾鹩莺主要取食昆虫，同时也少量取食种子及小型果实。其典型栖息地为石楠林及热带稀树草原，特别是有低矮灌木及高大草本遮蔽之处。其多以一对或小群体为单位在全年内标记其领土。但由于其原生地常发生林火，所以其也可迁徙生活。其社会组成为一夫一妻制，并再在一个或数个协助鸟的帮助下共同抚养幼鸟。不过，协助鸟都已性成熟，它们会在这个群体内停留一年或更长时间直至其组成家庭。
红背细尾鹩莺也存在性滥交，每一个家庭成员都可能与其他同类交配，也可获得他人的后代。处于婚羽期的雄鸟比处于非婚羽期的更容易出现这样的行为。雄性的求偶行为主要为拨动及展示其红色的背羽。
进化生物学家迈克·韦伯斯特（Mkie Webster）研究发现雄性间因雌性引起的竞争会影响雄性的外表，雄鸟背羽的颜色鲜艳与否与其体内睾酮的含量有关。睾酮含量越高，背羽越鲜艳。而这也与其抚育后代有关，背羽鲜艳的雄鸟，往往会抚育更多的幼鸟。

## 行为习性

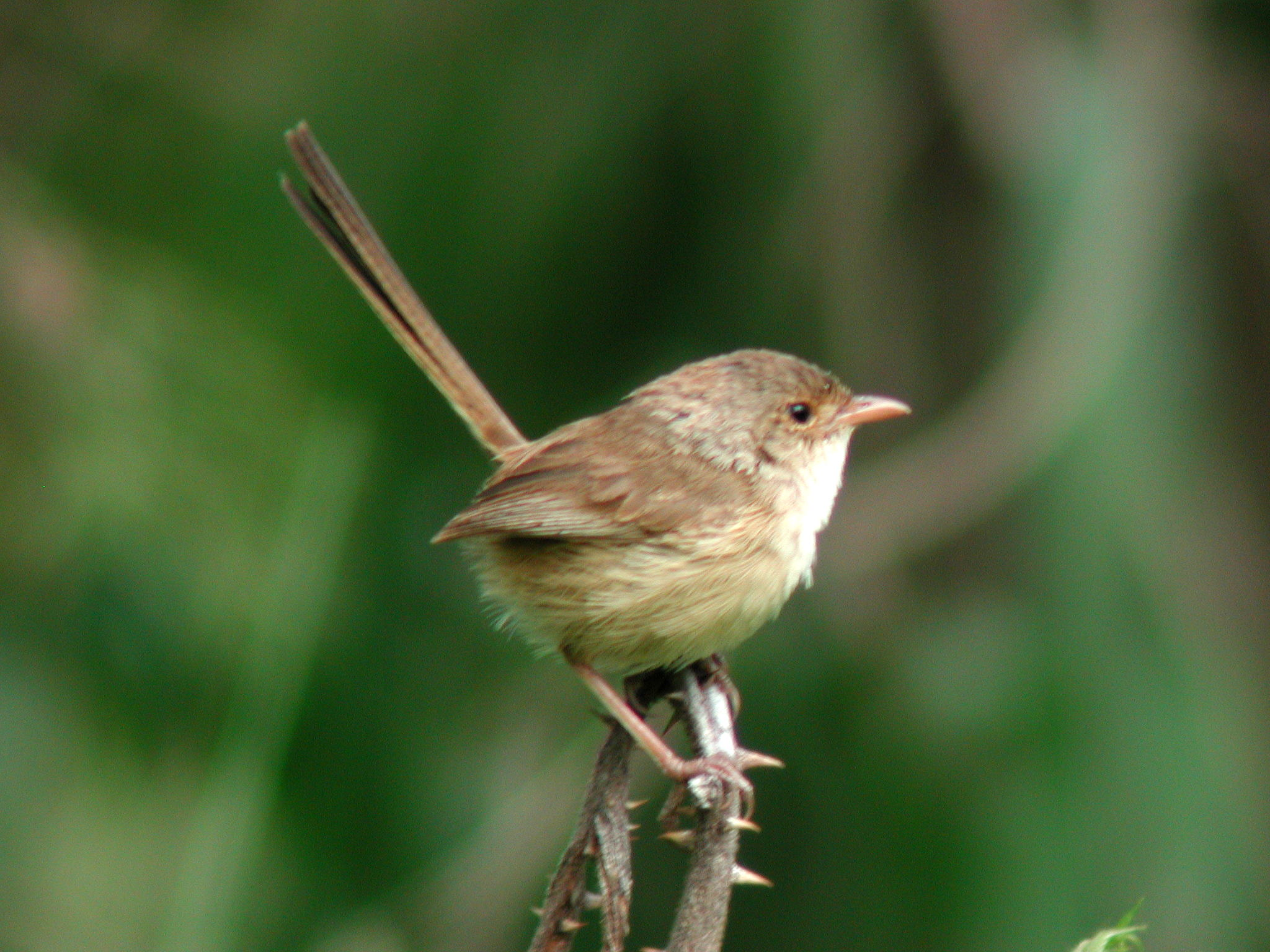
雌性红背细尾鹩莺，摄于昆士兰

红背细尾鹩莺日间活动，活跃于黎明及一天多时。其不觅食时，多躲避。其栖息地植被密集，长相互之间疏离羽毛。:65其运动方式常为跳跃，双脚同时离地也同时着地。但其也可以“啮齿动物式跑步”的方式奔跑。:42其以长尾羽保持平衡，通常直立，但很少一直如此。短而圆的翅膀提供了良好的初始升力，使其可进行短距离飞行，而没有长距离飞行的能力。:41其以一系列上下起伏的方式飞行，最大距离为20至30米。:105
其栖息地会因旱季的野火及雨季的雨水发生巨大的变化，所以其可能会进行迁徙而入侵其他细尾鹩莺的领地。而生活于沿海地区的红背细尾鹩莺，其领地较其他地区则相对稳定。:105红背细尾鹩莺的共同抚育与其他细尾鹩莺有较大差别。关于协助鸟只有零星报道，而关于红背细尾鹩莺的协助鸟则更少。:183
雄性及雌性成年红背细尾鹩莺都可以“啮齿动物式跑步”的方式分散掠食者对鸟巢内雏鸟的注意。它们会低下头、颈及尾巴，伸出双翼，迅速的跑动将羽毛抖松，并发出一种持续的警报鸣声。:184

## 食性
与其他细尾鹩莺一样，红背细尾鹩莺是主要取食昆虫。主要包括象鼻虫、金花蟲、吉丁虫、叶甲、步甲、半翅目昆虫、蛾、黄蜂及蝉等；此外，也取食蜘蛛及昆虫的卵。它们也取食少量的种子、花朵及果实。:105-106它们会在落叶、灌木丛及水边间觅食。主要在早晨及傍晚。雄性及雌性成年都会帮助喂养幼鸟。